# Manic
Manic (bra Maníaco) é um filme estadunidense de 2001, do gênero drama, dirigido por Jordan Melamed, com roteiro de Michael Bacall e Blayne Weaver e estrelado por Joseph Gordon-Levitt, Don Cheadle, Michael Bacall, Adrienne Rollo, Maggie Baird, Zooey Deschanel. 
Foi mostrado em vários festivais de cinema em 2001 e 2002, incluindo o Festival de Cinema de Sundance.[carece de fontes?]

## Sinopse
Lyle Jensen (Joseph Gordon-Levitt) volta e meia tem explosões agressivas, o que faz com que seja internado em uma instituição para doentes mentais. Lá ele convive com outros pacientes, com uma boa variedade de problemas graves. A partir deste contato ele começa a perceber o que há de errado consigo mesmo e como a sociedade ao seu redor consegue afetá-lo.[carece de fontes?]

## Elenco
- Joseph Gordon-Levitt - Lyle
- Adrienne Rollo - Enfermeira da sala de emergência
- Maggie Baird - Rebecca
- Don Cheadle - Dr. David Monroe
- Zooey Deschanel - Tracy
- Blayne Weaver - Charlie
- Lydell M. Cheshier - J. C.
- Roxie Fuller - Roxie
- Elden Henson - Mike